# أوليفر دبليو. فراي
أوليفر دبليو. فراي (بالإنجليزية: Oliver W. Frey)‏ هو محامي وسياسي أمريكي، ولد في 7 سبتمبر 1887 في بنسيلفانيا في الولايات المتحدة، وتوفي في 26 أغسطس 1939 في ألينتاون في الولايات المتحدة. حزبياً، نشط في الحزب الديمقراطي. وقد انتخب عضو مجلس النواب الأمريكي.